# 勒羅伊鎮區 (密歇根州奧西歐拉縣)
勒羅伊鎮區（英語：LeRoy Township）是位於美國密歇根州奧西歐拉縣的一個行政鎮區。

## 地方資料
勒羅伊鎮區的面積為90.80平方千米，當中陸地面積為90.40平方千米，而水域面積為0.40平方千米。根據2020年美國人口普查的數據，當地共有人口1246人，而人口密度為每平方千米13.72人。